# Johan Bidstrup
Jens Carl Frederik Johan Bidstrup (* 18. Januar 1867 in Kangaatsiaq; † 6. April 1920 in Qassersuaq) war ein grönländischer Kaufmann und Landesrat.

## Leben
Johan Bidstrup war der Sohn des dänischstämmigen Udstedsverwalters Carl Christian Bidstrup (1836–1893) und seiner grönländischen Ehefrau Abigael Lassen (1839–1909). Sein Neffe war der Landesrat Knud Bidstrup (1907–?). Johan heiratete am 22. Juli 1894 in Upernavik Agathe Lydie Karoline Magdalene Olsen (1869–1905), Tochter des dänischen Schmieds Bendt Julius Ferdinand Olsen (1840–?) und seiner grönländischen Ehefrau Louise Katrine (1837–1889). Aus der Ehe gingen fünf Kinder hervor, von denen zwei jung starben.
Johan Bidstrup war wie sein Vater Udstedsverwalter. 1917 wurde er in den nordgrönländischen Landesrat gewählt. An den ersten drei Sitzungen nahm er nicht teil, wobei er nur bei der zweiten von Tobias Heilmann vertreten wurde. Schließlich erlag er 1920 noch während der laufenden Legislaturperiode 53-jährig einem Krebsleiden.